# 1634 w literaturze
Wydarzenia literackie w 1634 roku.

## Nowe książki
- polskie
- zagraniczne

## Zmarli
- John Marston, angielski dramaturg